# مقاطعة آرادان
مقاطعة آرادان (بالفارسية: شهرستان آرادان) هي مقاطعة تقع في إيران في سمنان. يقدر عدد سكانها بـ 15,418 نسمة .